# ادوارد اسکیف
ادوارد اسکیف (انگلیسی: Edward Scaife; ۲۳ مهٔ ۱۹۱۲ – نوامبر ۱۹۹۴ (۸۱−۸۲ سال)) فیلم‌بردار اهل انگلستان بود.

## فیلم‌شناسی
- ۱۹۴۷: نرگس سیاه (Camera operator)
- ۱۹۴۹: مرد سوم (Camera operator)
- ۱۹۵۱: پاندورا و هلندی پرنده (2nd Unit Photographer)
- 1951: Outcast of the Islands
- ۱۹۵۱: ملکه آفریقایی (Second Unit photography)
- ۱۹۵۳ مزاحم
- 1954: An Inspector Calls
- 1956: Smiley
- 1957: Night of the Demon
- 1959: The House of the Seven Hawks
- 1960: Carry on Constable
- ۱۹۶۲: فهرست آدریان مسنجر (European Unit Director of Photography)
- 1963: Tarzan's Three Challenges
- 1964: 633 Squadron
- 1965: Young Cassidy
- ۱۹۶۶: خارطوم
- ۱۹۶۷: دوازده مرد خبیث
- 1969: A Walk with Love and Death
- 1969: Sinful Davey
- 1970: The Kremlin Letter
- 1971: Catlow
- 1978: بچه‌های آب (Scaife won Best Cinematography award at Fantafestival, 1981)[۱]